# Gustav Laager
Gustav Laager (* 1. Oktober 1867 in St. Gallen; † 20. Juli 1931 in Bischofszell) war ein Schweizer Unternehmer.

## Leben
Gustav Laager wurde am 1. Oktober 1867 als Sohn des Kaufmanns Gustav Georg Laager in St. Gallen geboren. Laager absolvierte eine Ausbildung zum Kaufmann. 1897 trat er in die Geschäftsleitung der Jacquardweberei und Holzstofffabrik Bischofszell ein. Zusätzlich gründete Laager 1901 eine Cartonfabrik. In den Jahren 1907 bis 1912 fungierte er als Direktor der Jacquardweberei, Holstoff- und Cartonfabrik Bischofszell. Von 1912 bis zu seinem Tod 1931 stand Laager als Alleinhaber und Leiter seiner Firma vor, die nun den Namen Carton- & Papierfabrik G. Laager trug und bis 1984 bestand. Daneben war Laager von 1921 bis 1931 als Vorstandsmitglied im Verband Schweizer Papier- und Papierstofffabrikanten vertreten. In der Schweizer Armee nahm er den Rang eines Majors der Kavallerie ein.
Gustav Laager, der 1899 Anna Hedwig, die Tochter des Notars Heinrich Müller, ehelichte, verstarb am 20. Juli 1931 im Alter von 63 Jahren in Bischofszell. Seine Firma wurde von seinem Sohn Victor fortgeführt.

## Ehrung
- Ehrenbürger von Bischofszell 1928

## Archive
- Staatsarchiv Thurgau: Papierfabrik Bischofszell